# Jehmlich Orgelbau Dresden

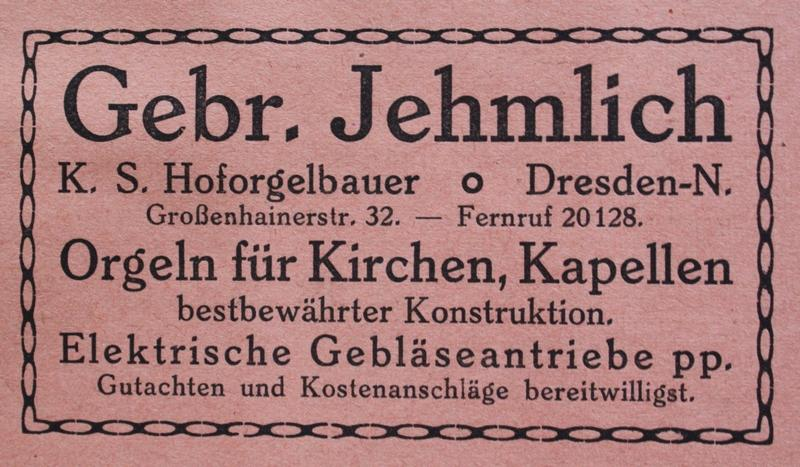
Annons från 1917.

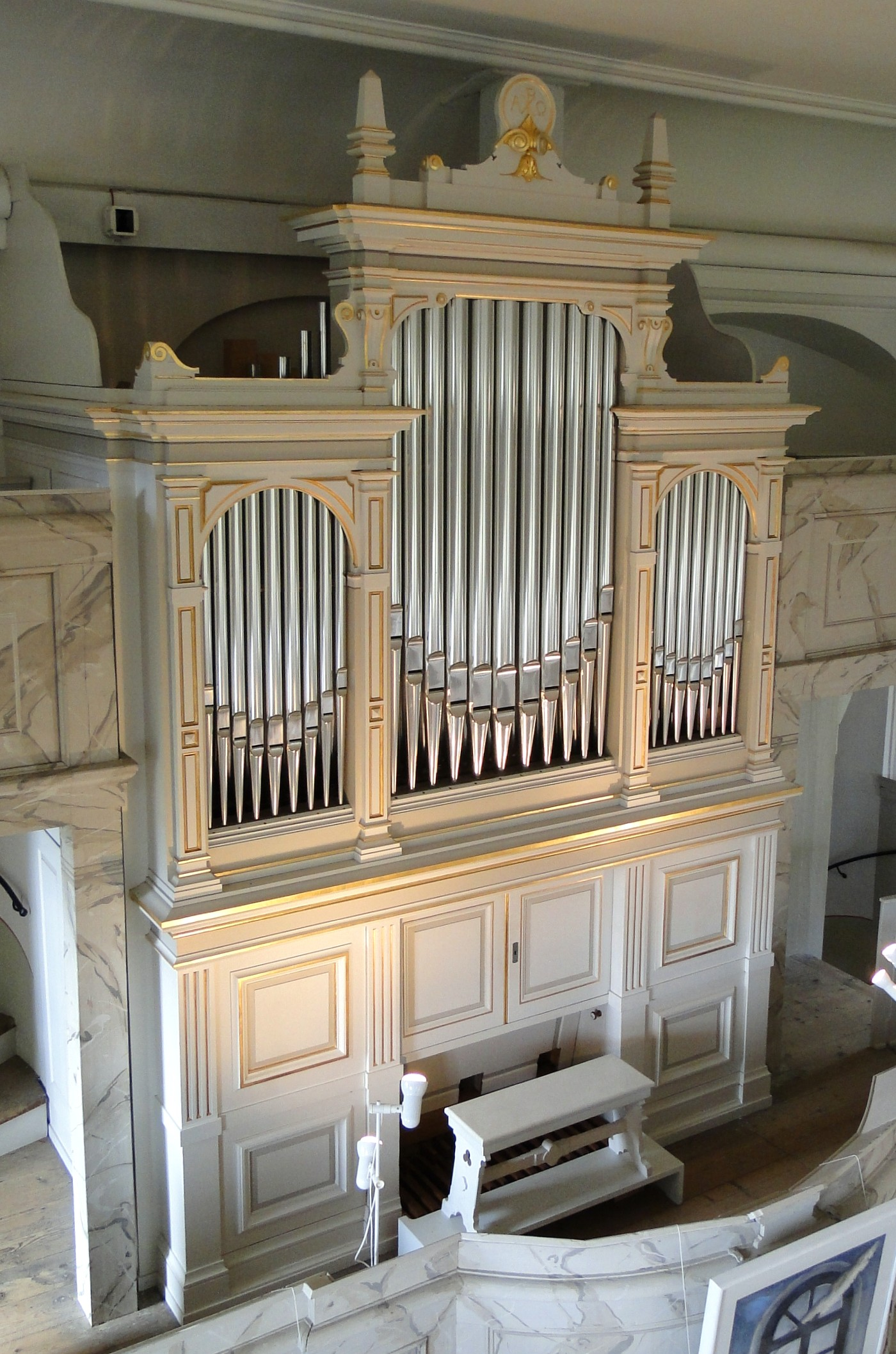
Orgel i Weinbergkirche, Pillnitz.

Jehmlich Orgelbau Dresden är ett tyskt familjeföretag, grundat 1808 i Cämmerswalde av bröderna Gotthelf Friedrich, Johann Gotthold och Carl Gottlieb Jehmlich, som bygger, underhåller och restaurerar orglar. Den första orgeln tillverkades 1818 och 1826 flyttades fabriken till Dresden, där den alltjämt ligger.
Direktör 1862-1889 var Carl Eduard Jehmlich, som efterträddes av bröderna Emil och Bruno Jehmlich och efter 1938 av Otto och Rudolf Jehmlich fram till 1972, då företaget förstatligades och blev VEB Jehmlich Orgelbau, dock under ledning av Horst Jehmlich, varvid bolaget fortfarande var i familjens händer. Efter Tysklands återförening privatiserades bolaget 1990. Från 2006 drivs bolaget av Ralf Jehmlich, som är den sjätte generationen Jehmlich. 
År 2013 fanns det 1165 Jemlich-orglar spridda över världen. Firman har även levererat orglar till flera svenska och ett stort antal norska kyrkor.

## Svenska kyrkor med orglar från företaget (urval)
- 1924 Uddevalla kyrka
- 1958 Guldsmedshyttans kyrka
- 1960 Enåkers kyrka
- 1960 Jonsbergs kyrka
- 1960 Rejmyre kyrka
- 1963 Stenkvista kyrka
- 1965 Ansgarskyrkan, Eskilstuna
- 1966 Börstils kyrka. Kororgel som har flyttats till Dannemora kyrka.
- 1966 Ljusnarsbergs kyrka
- 1967 Sankt Nicolai kyrka, Sölvesborg
- 1969 Frinnaryds kyrka
- 1969 Svedala kyrka
- 1969 Fulltofta kyrka